# Piotrowin

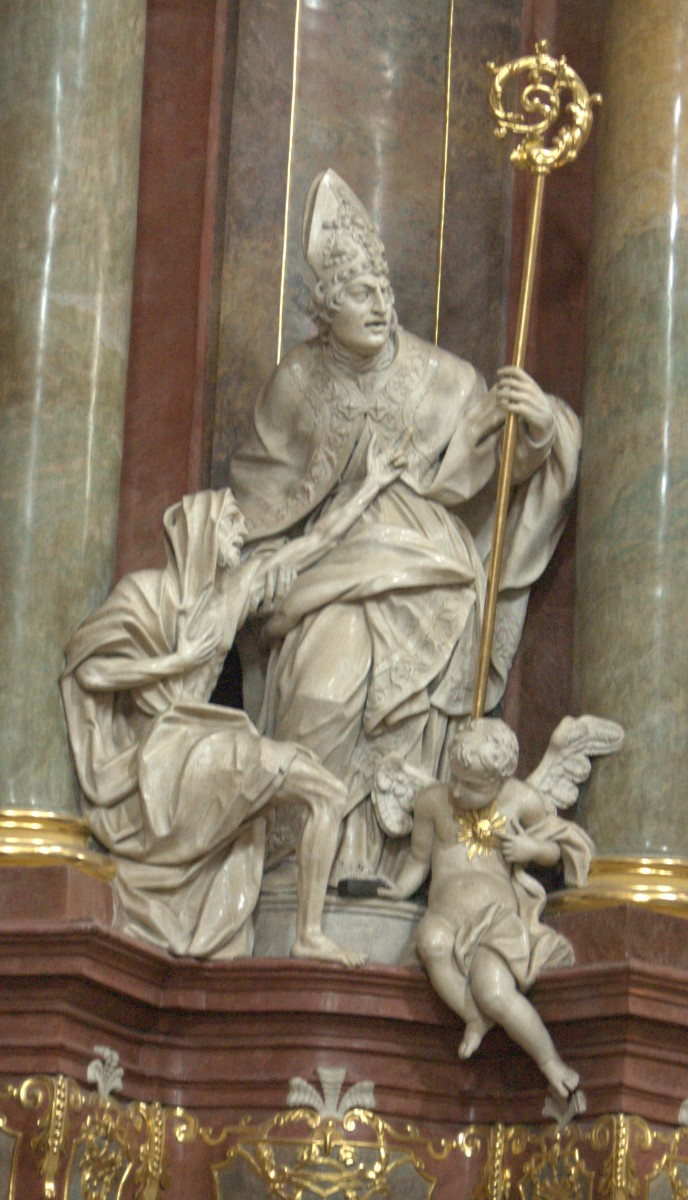
Wskrzeszenie Piotrowina - Grupa rzeźbiarska w poznańskiej farze

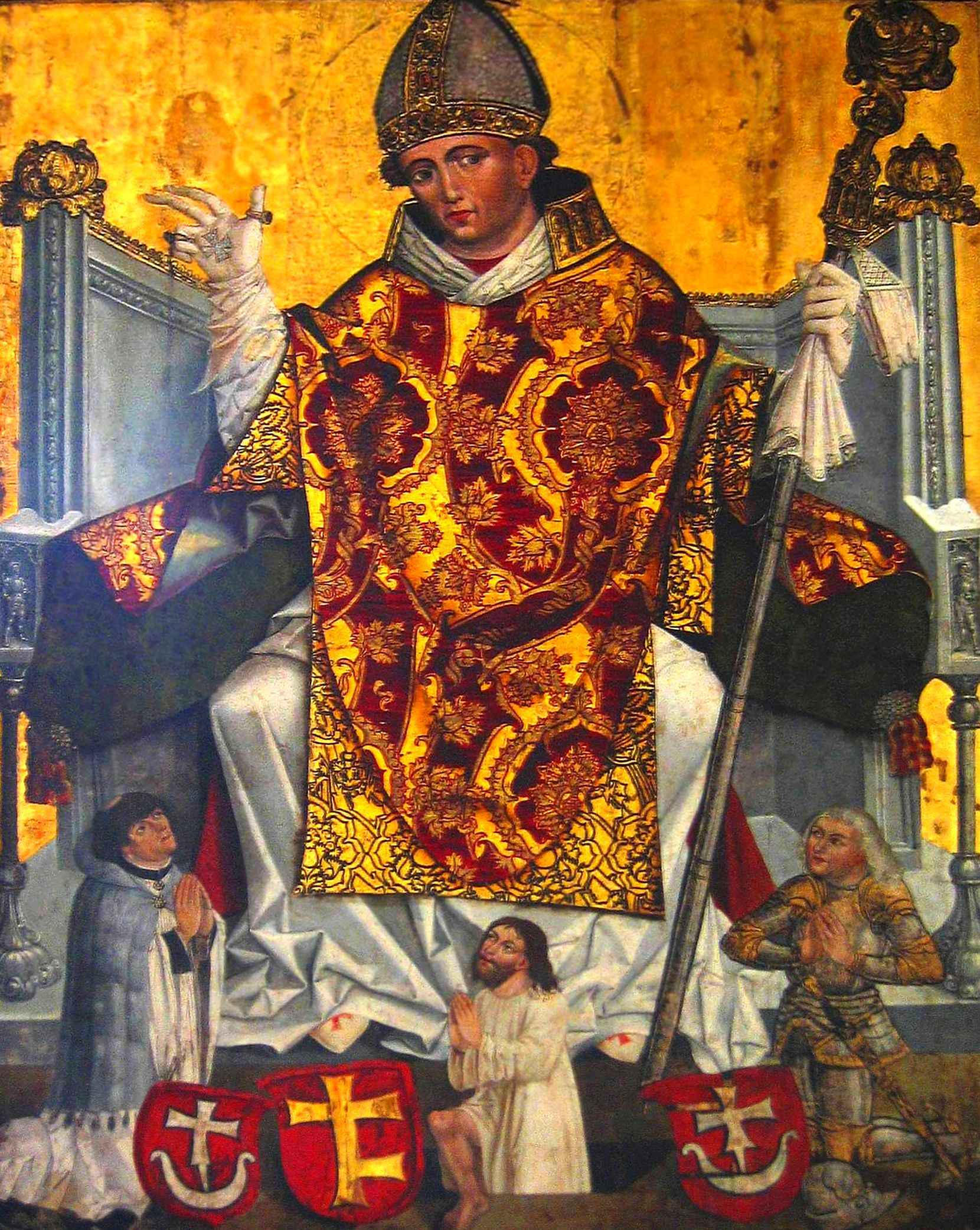
Piotrowin wychodzący z grobu – portret św. Stanisława z klasztoru franciszkanów w Krakowie

Piotrowin – bohater hagiograficznej legendy z XI wieku, zapisanej w Żywocie św. Stanisława Wincentego z Kielczy. Biskup krakowski św. Stanisław ze Szczepanowa zakupił od Piotra Strzemieńczyka z Janiszewa, zwanego Piotrowinem, dobra ziemskie na rzecz biskupstwa. Po śmierci Piotrowina jego spadkobiercy upomnieli się o ziemię. Postawiony przed sądem Stanisław wyjaśnił w jaki sposób wszedł w posiadanie ziemi, lecz nie dano mu wiary. Wówczas biskup Stanisław poprosił o 3 dni przerwy, które poświęcił na post i modlitwę. Wszedł następnie do kościoła w Piotrawinie, odprawił mszę, po której kazał otworzyć grób i wskrzesił Piotrowina, by ten poświadczył prawdę w procesie. Po zakończonej rozprawie odprowadził Piotrowina z powrotem do grobu.
W ikonografii Piotrowin występuje jako mała, modląca się postać, rzadziej jako kościotrup u boku św. Stanisława.
Obraz Wskrzeszenie Piotrowina Franciszka Smuglewicza znajduje się w klasztornym kościele św. Stanisława Biskupa i Męczennika w Kaliszu oraz w ołtarzu głownym kościoła pw. św. Stanisława w Świątnikach Górnych, pędzla Walerego Eliasza-Radzikowskiego.
Piotrowin znajduje się u boku św. Stanisława w herbie gminy Stanisławów i gminy Łaziska.